# Бенјамин Калај
Бенјамин Калај (мађ. Kállay Béni; Пешта, 22. децембар 1839 — Беч, 13. јул 1903) био је мађарски и аустроугарски политичар.

## Биографија
Рођен је 22. децембра 1839, у Пешти. Његов отац је био виши државни службеник у угарској влади, а мајка је потицала из мађаризоване српске породице Блашковић. Говорио је српски језик. 
Био је аустроугарски генерални конзул у Београду од 1868. до 1875. године. Током 1872. године први пут је отпутовао у Босну, која је у то време још увек била под турском влашћу. 
Након Руско-турског рата (1877–1878), одлази на службу у Пловдив. 
Дана 4. јуна 1882. године, именован је за аустроугарског министра финансија, у чији је ресор спадао и надзор над земаљском управом Босне и Херцеговине, која се још од 1878. године налазила под аустроугарском окупацијом. Ту службу је обављао до своје смрти 1903. године. Настојећи да ојача аустроугарску власт у Босни и Херцеговини, радио је на сузбијању народних покрета, како српског тако и хрватског. У том циљу, покушао је да реши национално питање путем стварања интегралне босанске нације, али тај пројекат је наишао на одлучан отпор међу Србима и Хрватима. Стога је приступио редефинисању својих првобитних замисли, те је свој босански пројекат заменио бошњачким, који се заснивао на претварању босанских муслимана у посебан бошњачки народ. При томе се ослањао на подршку једног дела босанског беговата. Политика коју је осмислио спровођена је и након његове смрти, све до пропасти аустроугарске власти (1918).